# Pocota personata
Pocota personata là một loài ruồi trong họ Ruồi giả ong (Syrphidae). Loài này được Harris mô tả khoa học đầu tiên năm 1780. Pocota personata phân bố ở vùng Cổ Bắc giới